# Жареный рис

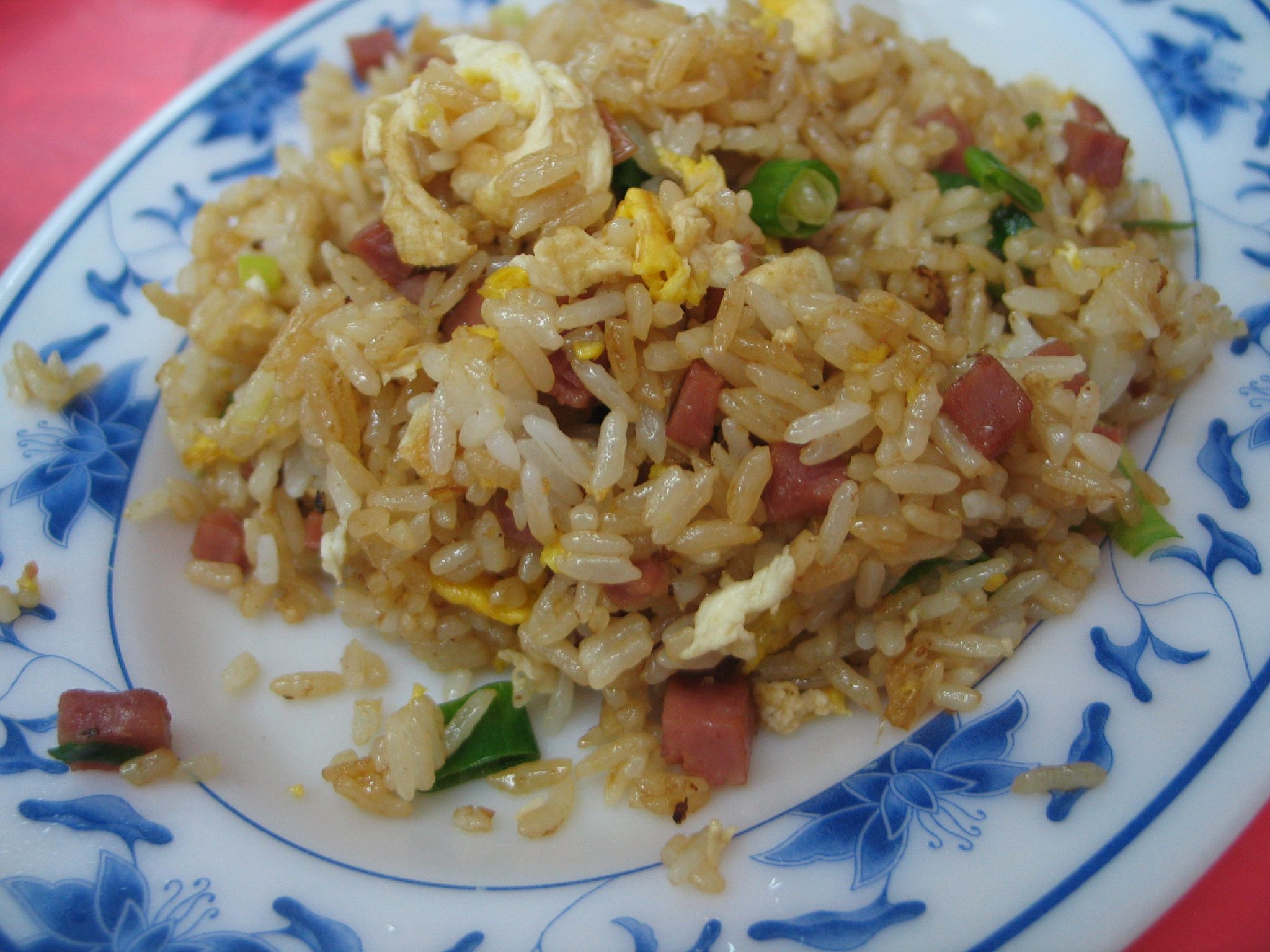
Тарелка с жареным рисом из Тайваня

Жареный рис (кит. трад. 炒飯, упр. 炒饭, палл. чаофань) является распространённой составляющей восточноазиатских, и особенно китайских блюд. Блюда на основе жареного риса подают к столу в качестве предпоследнего блюда (перед десертом).

## Способ приготовления
Существует два принципиально разных способа приготовления жареного риса, которые используются в различных национальных кухнях: обжаривание предварительно сваренного риса и обжаривание сухого риса с последующим добавлением воды.
В первом случае рис отваривается в соответствии с традициями варки риса конкретной национальной кухни. При этом возможна как варка «чистого» риса, без каких-либо добавок (по-японски), так и варка риса с добавлением необходимых специй и соли. Отварной рис может использоваться в горячем виде, но в некоторых традициях считается важным охладить варёный рис перед жаркой. Далее подготовленный рис выкладывается в посуду для жарки с предварительно разогретым маслом и жарится.
Во втором случае в посуде для жарки (глубокая сковорода, сотейник, казан) разогревается масло, куда высыпается сухой, возможно, предварительно промытый рис. Сухой рис обжаривается с активным перемешиванием, как правило, до состояния, когда зёрна теряют прозрачность и начинают приобретать золотистый оттенок. В этот момент в рис добавляются специи, рис перемешивается и в посуду добавляется вода (точные пропорции различны для разных сортов риса и традиций, приблизительное соотношение объёмов сухого риса и воды составляет около 1:2).
В зависимости от традиций и конкретного рецепта дополнительные ингредиенты блюда добавляются либо непосредственно в жарящийся рис и готовятся в нём, либо обжариваются отдельно и добавляются в блюдо на последнем этапе.

## Распространение

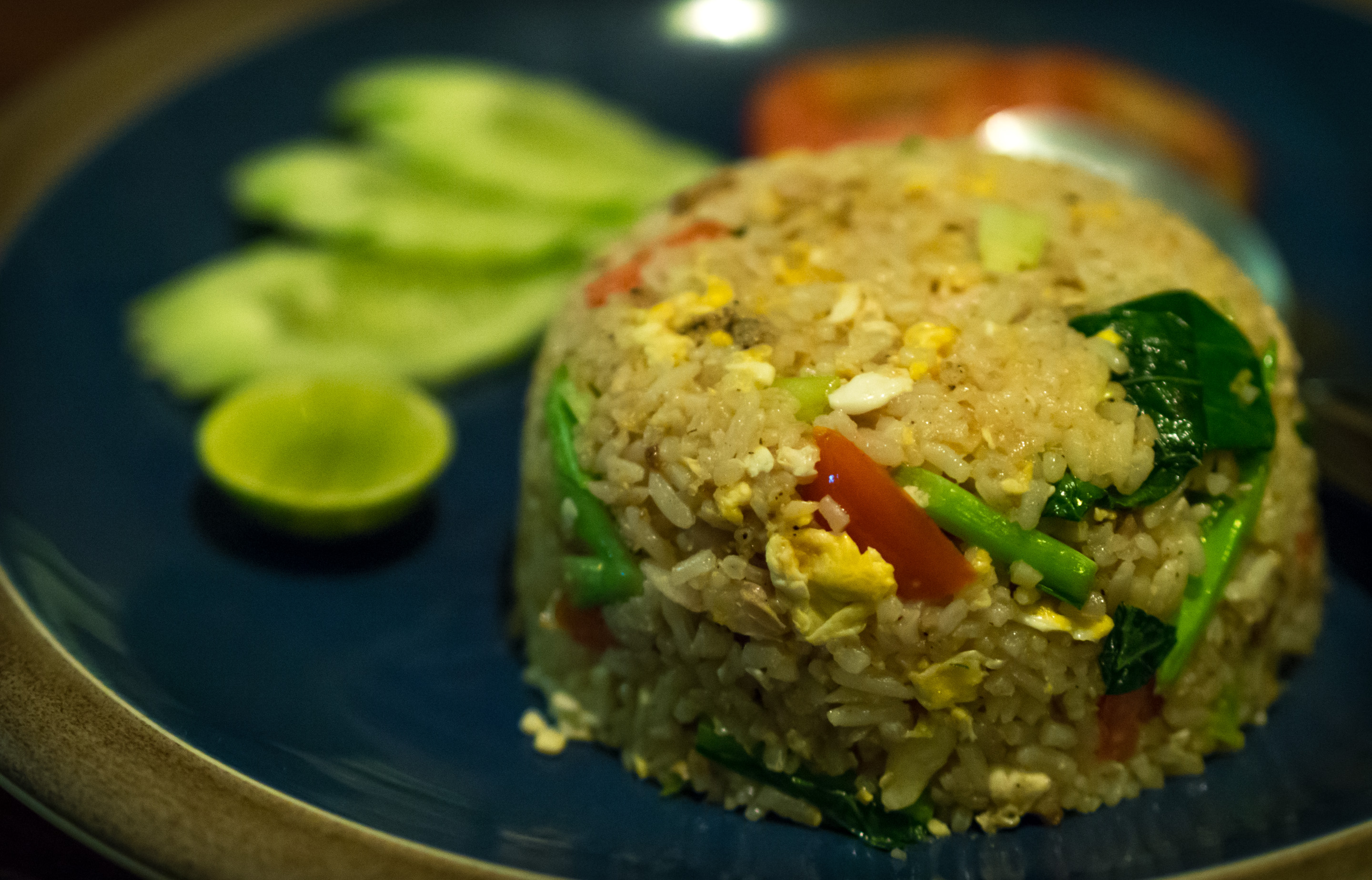
Блюдо из жареного риса (Таиланд)

Жареный рис массово употребляется в пищу в Китае, на Тайване, в Японии и других странах Азиатско-Тихоокеанского региона. Каждая национальная кухня имеет свои собственные традиции приготовления и характерный набор блюд из жареного риса.
В США жареный рис также получил распространение в качестве фастфуда, который продаётся с лотков с добавлением рубленой свинины, куриного мяса, яиц, овощей или морепродуктов.